# Rue Bayard (Paris)
Pour l’article homonyme, voir Rue Bayard.
La rue Bayard est une voie du 8e arrondissement de Paris.

## Situation et accès
Elle commence au 16, cours Albert-Ier et se termine au 42, avenue Montaigne.
Ce site est desservi par la ligne 9 à la station Alma - Marceau et par les lignes 1 et 9 à la station Franklin D. Roosevelt.

## Origine du nom

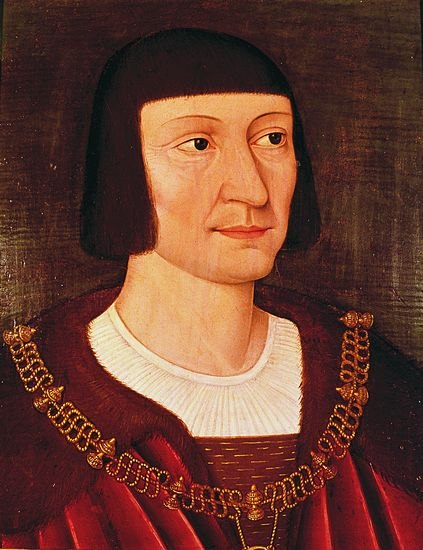
Bayard.

Elle a reçu sa dénomination en l'honneur du « chevalier sans peur et sans reproche », Pierre Terrail de Bayard (1476-1524), héros des Guerres d'Italie.

## Historique
En vertu d'une ordonnance royale du 23 juillet 1823, une compagnie, représentée par M. Constantin, a été autorisée à ouvrir sur ses terrains :

« 
- 1 – deux rues de chacune 14,60 mètres de largeur ;
- 2 – une place circulaire de 40,90 mètres de diamètre.

Cette autorisation a été accordée aux conditions suivantes : 
- 1 – de fournir gratuitement le terrain nécessaire auxdites rues et place ;
- 2 – de faire les frais du premier pavage et éclairage ;
- 3 – de pratiquer, sur les côtés des nouvelles voies ouvertes, des trottoirs en dalles, et en outre de se soumettre aux lois et règlements sur la voirie de Paris, etc. »

Cette ordonnance fut immédiatement exécutée : les deux voies ont reçu les noms de « rue Bayard-Champs-Élysées » et de « rue Jean-Goujon » et la place celui de « place François-Ier ».

## Bâtiments remarquables et lieux de mémoire

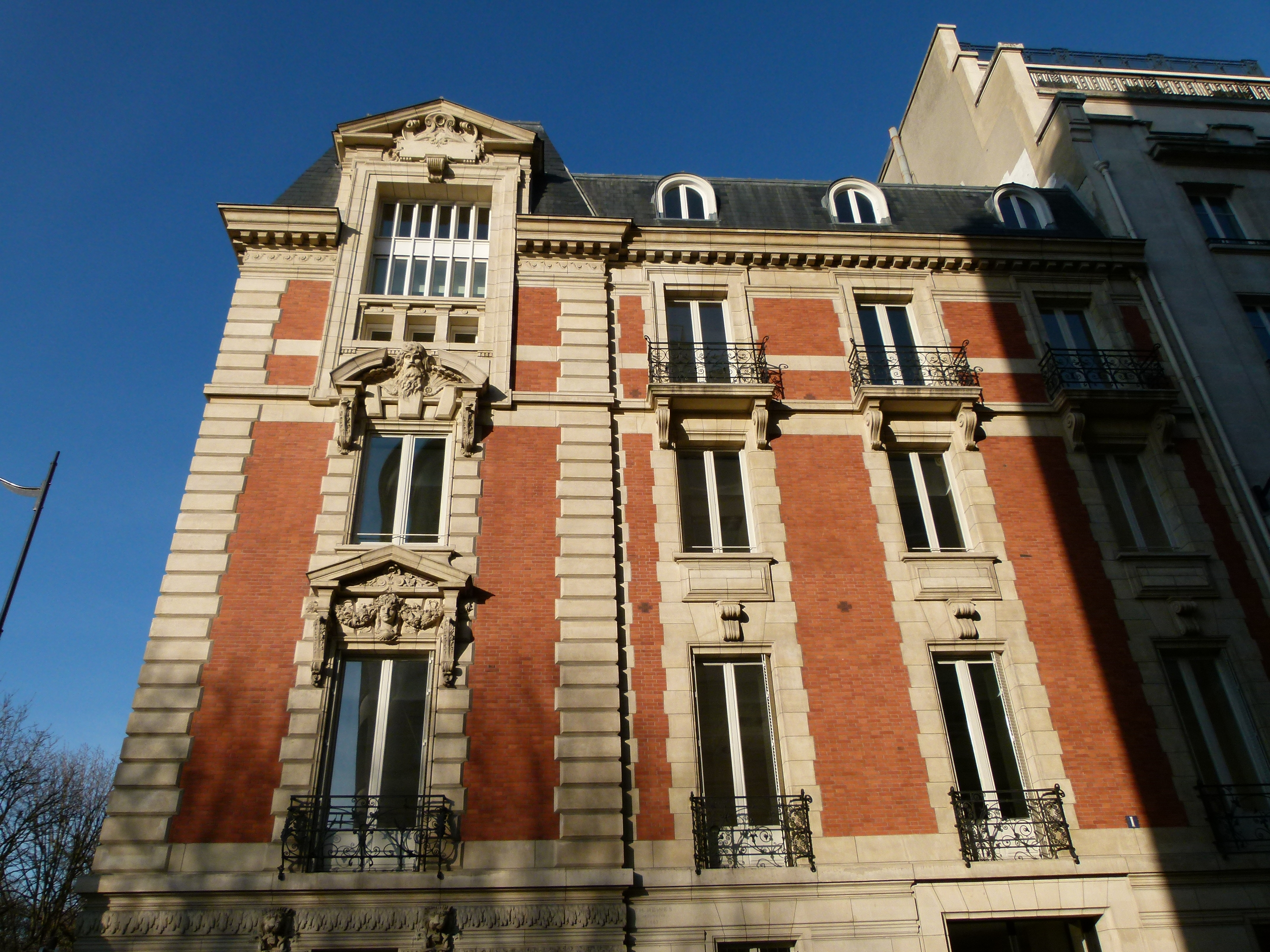
Façade du no 1.

- No 1 : ancien hôtel particulier en brique et en pierre de style néo-Louis XIII construit sur les plans de Charles Mewès par Charles Ferry (1834-1909), ancien sénateur, et où mourut en 1893 son frère, Jules Ferry[2]. C'est depuis 2019 un hôtel de tourisme cinq étoiles.
- No 3 : ancien siège, jusqu'en 2008 avant le déménagement pour la ville de Montrouge, des Éditions Bayard, devenues le Groupe Bayard dans l'édition de presse.
- No 7 : domicile du marquis Charles-Auguste Choiseul-Beaupré[3] et la marquise (devenus duc et duchesse en 1909), une Américaine née Claire Coudert (1864-1919), qui fut l'égérie et le modèle d'Auguste Rodin[4].
- No 8 : hôtel de G. Roussigné en 1910[5].
- No 17 : Église écossaise de Paris, église presbytérienne liée à l'Église d'Écosse[5].
- No 20 : adresse des studios de la station de radio Fun Radio jusqu'en 2017[6].
- No 28 : ambassade de Norvège.

### Bâtiments détruits
- No 1 : le peintre Léon Riesener (1808-1878) acquit en 1846 le terrain situé à l'angle de la rue Bayard et du cours la Reine (aujourd'hui cours Albert-Ier) et s'y fit construire, selon des plans qu'il avait lui-même dressés[7], un hôtel particulier, mentionné par Eugène Delacroix dans son Journal[8]. Le peintre y passa toute sa vie. L'hôtel passa ensuite à ses trois filles. André Becq de Fouquières rapporte : « Quand j'étais un jeune garçon en culottes courtes, ma mère me conduisait souvent au Cours-la-Reine où elle allait rendre visite à son amie, Mme Riesener. Comme toutes les demeures avoisinantes, l'hôtel de cette vieille dame charmante était plutôt une maison de campagne et, de fait, on jouissait encore là d'un calme quasi-rural, sous des ombrages encore préservés où pépiaient les moineaux. […] Aujourd'hui, un building s'élève à la place de la demeure de Mme Riesener où ma mère m'enseignait le goût des belles matières et des jolies formes, en proposant à mon admiration enfantine les chefs-d'œuvre que son amie tenait de la famille de son mari : les meubles de Riesener, premier ébéniste du Roi[9]. » Dans sa maison, Léon Riesener loua en 1859 un appartement à la duchesse de Castiglione-Colonna, connue comme sculpteur sous le pseudonyme de Marcello[réf. nécessaire].
- No 2 (angle du cours la Reine) : emplacement de la maison dite de François-Ier, détruite en 1956, qui a donné son nom au quartier ; de style néo-Renaissance, elle présentait, côté fleuve, une véritable façade du XVIe siècle, venue de Moret-sur-Loing où elle avait été achetée et démontée avant d’être remontée à Paris[10].
- No 3 : atelier de Gustave Doré. Victor Fournel écrit : « Gustave Doré avait deux ateliers : celui de son appartement de la rue Saint-Dominique, pour les dessins et les aquarelles ; celui de la rue Bayard, pour les tableaux et les statues. Ce dernier, l'ancien gymnase Amoros, si je ne me trompe[11], semblait adapté à la taille d'un Titan. Assurément la grandeur dans l'art ne se mesure pas à l'aune, mais il est rare pourtant que l'instinct du grand n'entraîne pas un penchant au colossal : les exemples abonderaient pour le prouver. La hauteur et l'étendue de l'immense salle, le nombre des toiles accrochées aux murs ou installées sur des chevalets, les dimensions de celle à laquelle il était toujours en train de travailler, les échelles formidables comme des machines de guerre, l'arsenal de tubes, de godets, de fioles, de brosses, de palettes alignés sur les tables, plongeaient le visiteur dans la stupéfaction[12]. »
- No 22 : hôtel de M. Nivert en 1910[5].
- No 22 : ancien siège du pôle radio du groupe RTL en France (RTL, Fun Radio et RTL2), Radio Luxembourg y possédait un studio depuis 1936[13]. La façade réalisée par Victor Vasarely en collaboration avec son fils Yvaral, a été inaugurée en 1972, et fut démontée en 2017 pour être gracieusement cédée à la Fondation Vasarely à Aix-en-Provence[14]. Le groupe ayant deménagé 2018 à Neuilly-sur-Seine.
- No 24 : ancienne adresse des studios de la station de radio RTL2.